# Créatures extrêmes : Le défi
Créatures extrêmes : Le défi est une émission de télé-réalité américaine diffusée depuis le 25 mars 2014 sur Syfy et présentée par Gigi Edgley. En France, l'émission est diffusée sur Numéro 23 à partir du 22 avril 2015.
Des candidats passionnés par la conception de créature. Chaque semaine, ils sont confrontés à une épreuve, où ils créent des marionnettes et animatroniques telles que ceux qui sont trouvés dans les films de science-fiction, comédie et des films familiaux.
Les juges critiquent la créature conçue par les candidats. Les participants attendent dans la salle de projection pour le verdict et le concurrent, le moins bon sera éliminés par Brian Henson. Le gagnant obtient prix et un contrat pour travailler avec Jim Henson Creature Shop pour un total combiné de 100 000 $.

## Saisons

### Saison 1 (2014)
La première saison de Créatures extrêmes : Le défi, remportée par Robert Bennett, a rassemblé pour le premier épisode 1,12 million de téléspectateurs.

## Récapitulatif des saisons
| Saison                                      | Première     | Finale      | Gagnant        | Finaliste                | Nombre de concurrent | Nombre d'épisode |
| ------------------------------------------- | ------------ | ----------- | -------------- | ------------------------ | -------------------- | ---------------- |
| Saison 1 de Créatures extrêmes : Le défi\|1 | 25 mars 2014 | 13 mai 2014 | Robert Bennett | Ben Bayouth Melissa Doss | 10                   | 8                |